# Manoir de Kulosaari
Le Manoir de Kulosaari (finnois : Kulosaaren kartano, suédois : Brändö gård) est un bâtiment situé dans le quartier Kulosaari d'Helsinki en Finlande. 